# Doggers-Nunatakker
Die Doggers-Nunatakker  sind eine Gruppe von Nunatakkern im ostantarktischen Enderbyland. Sie ragen rund 50 km südwestlich des Rayner Peak am Südwestufer der Edward-VIII-Bucht auf.
Luftaufnahmen entstanden im Oktober 1956 bei einer Kampagne im Rahmen der Australian National Antarctic Research Expeditions (ANARE). Eine vom australischen Geodäten Graham Alexander Knuckey (1934–1969) geführte Hundeschlittenmannschaft, die das Gebiet auf einer Fahrt zwischen der Amundsenbucht und der Mawson-Station erkundete, nahm im Dezember 1958 Vermessungen vor. Das Antarctic Names Committee of Australia (ANCA) benannte sie nach dem englischen Slangbegriff für eine Hundeschlittenmannschaft.